# Вышний Дубовец (Закарпатская область)
Вышний Дубовец (укр. Вишній Дубовець) — село в Дубовской поселковой общине Тячевского района Закарпатской области Украины.
Население по переписи 2001 года составляло 714 человека. Почтовый индекс — 90531. Телефонный код — 3134. 